# 画魂
『画魂』（がこん）は、フランスで活躍した中国出身の西洋画家・潘玉良（パン・ユィリャン）の数奇な生涯を描いた中国の小説、およびそれを原作とした中国映画と中国のテレビドラマのメインタイトル。
小説は、中国の女流作家・石楠（シー・ナン）の『画魂—潘玉良伝』（日本未訳）。
1992年にコン・リー主演の映画『画魂 愛、いつまでも』（原題：画魂、英題：Soul of a Painter）が、2003年にミッシェル・リー主演のテレビドラマ『画魂』（DVD邦題：『画魂 愛の旅路』、原題：画魂、英題：Painting Soul、全30話）が製作された。

## 映画
『画魂 愛、いつまでも』（がこん あいいつまでも、原題：画魂、英題：Soul of a Painter）は1992年の中国映画。コン・リー主演。

### ストーリー
1920年代の中国・安徽省。娼館の下働き玉良に水揚げの時期が迫り、女主人は新任の官吏・潘贊化の妾に彼女を推すが清廉潔白な彼は受け入れない。だが娼館で屈辱を受けた玉良に潘贊化が同情したことから2人は親密になるが、潘贊化には本妻がおりスキャンダルとなって彼は職を失う。ふたりは上海に移り、玉良は絵画の勉強を始める。子どもをほしがる玉良だが、妓女だった彼女は不妊症になっており、本妻を呼び寄せて子どもをもうけるよう薦める。玉良はそれまでにも増して創作活動に打ちこみ、やがて自由な芸術活動を奨励する学校に対する圧力に堪えかねてパリに留学。パリでの成功が認められて南京中央大学の教授職を得て帰国するが、展覧会を報じる新聞で妓女であった過去が暴露される。失意のうちに玉良はパリに戻り、4000点にも上る作品を残し、77年に82歳で世を去った。

### 主な配役
- 潘玉良：コン・リー
- 潘贊化：イー・トンシン
- 王守信：達式常（ター・シーチャン）

玉良のパリでの友人。
- 大太太：沈海蓉（シュン・ハイロン）

贊化の正妻。
- 賀瓊：高俊霞（カオ・シュンシァ）

玉良の友人。
- 薛無：周紹棟（チョウ・シャオドン）

賀瓊の恋人。
- 千歳紅：張瓊姿（チョン・チュンツー）

娼館の売れっ子妓女。
- 老鴇：尤麗端（ヨウ・リーホァ）

娼館の女将。

## テレビドラマ
『画魂』（原題：画魂、英題：Painting Soul）は2003年の中国のテレビドラマ。ミッシェル・リー主演。全30話。DVD邦題は『画魂 愛の旅路』。

### 概要
久方ぶりのテレビドラマ出演となった香港のスター・ミッシェル・リーに加え、映画『藍宇 〜情熱の嵐〜』の監督と主演コンビが再び顔を合わせたことで、製作発表時から大きな注目を集めた。
撮影は2003年、上海市内の映画村・上海影視楽園や蘇州市近辺が主な舞台となった他、メインキャストが渡仏しての海外ロケも行われた。同年末から翌2004年に中国中央電視台(CCTV)を初め、中華圏各地で放映された。
日本においては、2004年と2005年にスカイパーフェクTV!のチャンネル楽楽チャイナ（現・鳳凰衛視）で放映、2005年と2006年にGyaO、2008年にクラビット･アリーナでネット配信された。なお、日本版サブタイトルの「愛の旅路」は2005年のDVD発売時に加えられたものである。

### 映画版との相違点
映画では画家・潘玉良を中心にストーリーが展開するが、ドラマは玉良と夫・潘贊化との愛の軌跡を主軸に描いているため、潘贊化の家庭環境や交友関係がかなり緻密に描かれている。このため回によってはヒロインである玉良よりも、潘贊化の方を主人公とみるべき内容になっていることもある。また、社会背景や時代性（日中戦争・国共内戦など）は具体的に表現されておらず、パリに戻った玉良の後半生は描かれていない（随所に挿入される玉良の独白ナレーションでその心情の片鱗は窺える）。
よってドラマ版はあくまでも一組の男女の成長と、運命に翻弄される人生の悲哀がテーマであると言えよう。
なお、原著『画魂—潘玉良伝』の作者・石楠は、ドラマ版放映後のメディア取材に対し、｢この作品は私の『画魂』とは違うものになってしまった｣と物語が大きく改変されたことに対する不満を漏らした。

### 主な配役
- 三宝のちに潘玉良：ミッシェル・リー
- 潘贊化：胡軍（フー・ジュン）
- 奥米：伊能静

玉良の友人。新興財閥・夏家の一人娘。
- 田守信：劉燁（リウ・イエ）

玉良と奥米の友人。美術学校の生徒。
- 賢珍：郝岩

贊化の正妻。
- 曉蘭/笑恩：周月

玉良の親友の妓女。/パリの花屋。（二役）
- 姚安娜：孔維（当時の芸名は孔鐿珊）

贊化の文通相手。軍閥令嬢。
- 劉伯遠：庹宗華

美術学校の校長。
- 香老板：楊曉雯

玉良が働く妓楼・立春院の女将。
- 紅媽：葦以茵

立春院の下働きの老女。　
- 馬善堂：沈浮

蕪湖財界の中心人物。
- 李弘：林津鋒

贊化の友人。出家を志す。
- 陳篤之：張磊

贊化の友人。
- 蘇諾：趙祥

贊化の友人。
- 黄双燕：毋萌萌

上海の映画女優。
- 佟国良：陳昊（当時の芸名は陳浩）

奥米の夫。
- 夏先生：張永寧

奥米の父。
- 唐文駿：張亮

妓女玉良に求婚する青年。

### スタッフ
- 監督：スタンリー・クワン、牛楽
- 脚本：楊智深
- 美術：張叔平（ウィリアム・チョン）
- 音楽：許舒亜